# Ланка Венгерская
Ланка Венгерская (умерла не ранее 1099, Загреб) — член династии Арпадов, дочь короля Венгрии Белы I. Жена тмутараканского князя Ростислава Владимировича.

## Биография
Пятая дочь Короля Венгрии Белы I. В 1064 году вышла замуж за тмутараканского князя Ростислава Владимировича. В разных источниках даты их брака разнятся, с 1057 или 1061 год.
В браке родились:
- Рюрик (ум. 1092) — с 1085 князь перемиский;
- Володарь (ум. 19 марта 1124) — с 1092 князь перемиский;
- Василько (прибл. 1066 — 1124) — с 1085 князь теребовльский.

После того как 3 февраля 1066 года подосланный с Херсонеса Таврического катепан (военачальник) отравил Ростислава, Великий Князь Киевский Изяслав Ярославич дал согласие на её просьбу уехать в Венгрию к отцу, но её сыновья остались в Киеве.